# 자유 문화 저작물의 정의

2006년 로고 공모전에서 선정된 자유 문화 저작물의 정의 로고

자유 문화 저작물의 정의(Definition of Free Cultural Works)는 호환되는 자유 저작물 라이선스를 평가하고 권고한다.

## 역사
1998년 데이비드 A. 와일리의 오픈 콘텐트 프로젝트는 오픈 콘텐츠를 정의한 선행 프로젝트였다. 2003년, 와일리는 크리에이티브 커먼즈에 "교육 라이선스 이사"로 합류하여 크리에이티브 커먼즈와 그들의 라이선스를 자신의 오픈 콘텐트 프로젝트의 후계자로 발표했다.
따라서 크리에이티브 커먼즈의 에릭 묄러는 2006년 리처드 스톨먼, 로런스 레시그, 벤저민 마코 힐, 안젤라 비즐리 등과 협력하여 자유 저작물을 정의하는 자유 문화 저작물 프로젝트를 시작했다. 자유 문화 저작물의 정의 초안은 2006년 4월 2일에 발표되었다. 1.0 및 1.1 버전은 영어로 출판되었고 여러 언어로 번역되었다.
자유 문화 저작물의 정의는 위키미디어 재단에서 사용한다. 2008년, 크리에이티브 커먼즈의 저작자표시 및 저작자표시-동일조건변경허락 라이선스는 "자유 문화 저작물 승인"으로 표시되었다.
이후 2009년 6월, 위키백과는 이전에 사용하던 GNU 자유 문서 사용 허가서와 더불어 (호환되도록 만들었음) 크리에이티브 커먼즈 저작자표시-동일조건변경허락을 주요 라이선스로 하여 두 가지 라이선스를 사용하도록 이전했다. 더 큰 자유 저작물 생태계와의 개선된 라이선스 호환성이 라이선스 변경의 이유로 제시되었다.
2014년 10월, 오픈 날리지 재단의 오픈 정의 2.0은 오픈 저작물 및 오픈 라이선스에 대해 "오픈"을 "자유 문화 저작물의 정의" (그리고 오픈 소스의 정의 및 자유 소프트웨어의 정의)에 있는 자유의 정의와 동의어로 설명했다. 뚜렷한 차이점은 퍼블릭 도메인에 주어진 초점과 오픈 액세스 및 개방형 포맷 등 접근성과 가독성에 중점을 둔다는 점이다. 동일한 세 가지 크리에이티브 커먼즈 라이선스 (CC BY, CC BY-SA, CC0)는 오픈 콘텐츠에 권장되며, 또한 공공 데이터를 위한 세 가지 자체 라이선스, 즉 오픈 데이터 커먼즈 퍼블릭 도메인 헌정 및 라이선스 (PDDL), 오픈 데이터 커먼즈 저작자표시 라이선스 (ODC-BY), 오픈 데이터 커먼즈 오픈 데이터베이스 라이선스 (ODbL)도 권장된다.

## "자유 문화 저작물" 승인 라이선스
- Against DRM
- BSD 계열 비 카피레프트 라이선스
- CERN Open Hardware License
- CC0
- 크리에이티브 커먼즈 저작자표시 (CC BY)
- 크리에이티브 커먼즈 저작자표시 동일조건변경허락 (CC BY-SA)
- Design Science License
- 프리 아트 라이선스
- FreeBSD Documentation License
- GNU 자유 문서 사용 허가서 (불변 섹션 없음)[17]
- GNU 일반 공중 사용 허가서
- MirOS Licence
- MIT 허가서
- Open Publication License